# Marta Peirano
Marta Peirano (Madrid, 7 de novembre de 1975) és una escriptora i periodista espanyola, i dirigeix des de setembre de 2013 la secció cultural del diari digital eldiario.es. Va fundar CryptoParty Berlín, una iniciativa al voltant de qüestions sobre privadesa i seguretat a internet. Va ser fundadora d'Elastico, un col·lectiu multidisciplinari amb el qual va codirigir el 2005 el projecte COPYFIGHT sobre cultura lliure, i cofundadora de Hacks/Hackers Berlin i de Cryptoparty Berlin.

## Trajectòria professional
Col·labora amb diferents mitjans en els quals escriu sobre cultura lliure, autòmats, seguretat i privadesa, drets a Internet i criptografia per a periodistes.
Va participar en el ja desaparegut periòdic ADN. També va col·laborar amb la publicació Jot Down escrivint articles sobre cultura. També va publicar sobre tecnologia i món digital a la revista Muy Interesante i aConsumer. En l'actualitat dirigeix la secció de cultura d'eldiario.es, i publica articles sobre vigilància del poder, medi ambient, cultura i drets i llibertats.

## Obra
Ha publicat diversos llibres i ha participat com a col·laboradora en d'altres. El seu primer llibre es titula El rival de Prometeo, Vidas de Autómatas Ilustres, una selecció de textos sobre l'ésser humà com a creador de vida, publicat amb Sonia Bueno Gómez-Tejedor en 2009 amb l'editorial Impedimenta.
En 2010 va publicar amb l'editorial Paperback al costat d'altres autors Collaborative Futures: A Book About the Future of Collaboration. El 2013 va publicar On Turtles and Dragons and the Dangerous Quest for a Media Art Notation System (version 1.2) i a l'any següent Futurish: Thinking Out Loud About Futures. Time's Up, tots dos també produïts de forma col·laborativa.
El seu llibre més conegut, titulat Pequeño libro rojo del activista en la red, de Roca Editorial, és una introducció a la criptografia per a periodistes, fonts i mitjans de comunicació, es va editar en 2015 i va ser el primer llibre prologat per Edward Snowden, a qui Peirano va conèixer arran d'entrevistar-lo per a eldiario.es.
L'any 2019, publicà El enemigo conoce el sistema, un assaig sobre l'estat actual d'internet i de les empreses que estan modelant una sèrie d'eines privades d'extracció de dades personals per a la vigilància, control i manipulació de les masses.